# Stenostomum radiatum
Espèce
Synonymes
- Antirhea radiata (Griseb.) Urb.[1]
- Antirrhoea radiata (Griseb.) Urb.[1]
- Guettarda pauciflora (C.Wright) M.Gómez[1]
- Stenostomum pauciflorum C.Wright[1]
- Stenostomum radiatum subsp. radiatum[1]

Statut de conservation UICN

 VU B1+2c : Vulnérable
Stenostomum radiatum est une espèce de plantes de la famille des Rubiaceae.

## Liste des sous-espèces
Selon Catalogue of Life (12 avril 2019) :
- sous-espèce Stenostomum radiatum subsp. haitiensis
- sous-espèce Stenostomum radiatum subsp. radiatum

Selon World Checklist of Selected Plant Families (WCSP) (12 avril 2019) :
- sous-espèce Stenostomum radiatum subsp. haitiensis (Borhidi) Borhidi (1993-1994 publ. 1995)
- sous-espèce Stenostomum radiatum subsp. radiatum

Selon The Plant List (12 avril 2019) :
- sous-espèce Stenostomum radiatum subsp. haitiensis (Borhidi) Borhidi

Selon Tropicos (12 avril 2019) (Attention liste brute contenant possiblement des synonymes) :
- sous-espèce Stenostomum radiatum subsp. haitiense (Borhidi) Borhidi
- sous-espèce Stenostomum radiatum subsp. haitiensis (Borhidi) Borhidi
- sous-espèce Stenostomum radiatum subsp. radiatum

## Publication originale
- Catalogus plantarum cubensium . . . 132. 1866.